# 鋗

鋗

鋗是中国古代的一种盛食物或水的器皿，是一种平底盆形有环的小锅，根据材质不同，有铜鋗、陶鋗等。在江西西汉海昏侯墓中就出土了两件带铭文的铜鋗。